# وانگ یووی
وانگ یووی (انگلیسی: Wang Yuwei؛ زادهٔ ۱۶ ژوئیهٔ ۱۹۹۱) قایقران روئینگ زن اهل چین است.